# エランドール賞
エランドール賞（エランドールしょう、Élan d'or、フランス語で黄金の飛翔の意）は、日本映画テレビプロデューサー協会が選定する、映画、テレビ番組作品、新人俳優、番組プロデューサーなどに送られる賞。1956年に創設され、当初は俳優のみが受賞対象であった。

## 受賞者

### 1950年代
- 1956年 第1回
  - 新人賞 - 池内淳子、石原裕次郎、川口浩、草薙幸二郎、白川由美、杉田弘子、高倉健
- 1957年
  - 新人賞 - 団令子、江原眞二郎、北沢典子、仲代達矢、森美樹、筑波久子、川崎敬三
- 1958年
  - 新人賞 - 浅丘ルリ子、叶順子、桑野みゆき、大空眞弓、佐久間良子、佐藤允、千乃赫子
- 1959年
  - 新人賞 - 本郷功次郎、星輝美、水木襄、中谷一郎、夏木陽介、清水まゆみ、山本豊三

### 1960年代
- 1960年
  - 新人賞 - 赤木圭一郎、藤巻潤、星由里子、川口知子、松方弘樹、三上真一郎、吉田輝雄
- 1961年
  - 新人賞 - 岩下志麻、加山雄三、三田佳子、田宮二郎、山﨑努、吉永小百合
  - エランドール協会賞 - 70ミリ映画「釈迦」における永田雅一及び大映製作スタッフ
- 1962年
  - 新人賞 - 倍賞千恵子、浜美枝、浜田光夫、姿美千子、千葉真一、山本圭
  - エランドール協会賞 - 「裸の島」「人間」を製作した新藤兼人ほか近代映画協会スタッフ
- 1963年
  - 新人賞 - 和泉雅子、加賀まりこ、北大路欣也、中川ゆき、中尾ミエ、高田美和、高橋幸治
- 1964年
  - 新人賞 - 藤村志保、本間千代子、市川染五郎、加藤剛、香山美子、松原智恵子、吉村実子
- 1965年
  - 新人賞 - 江波杏子、藤純子、内藤洋子、小川眞由美、竹脇無我、渡哲也
  - エランドール協会賞 - 森岩雄
- 1966年
  - 新人賞 - 栗塚旭、黒沢年男、大原麗子、山口崇、山本陽子、安田道代
- 1967年
  - 新人賞 - 梓英子、栗原小巻、中山仁、小川知子、酒井和歌子、杉良太郎
- 1968年
  - 新人賞 - 生田悦子、峰岸龍之介、中山麻里、丘みつ子、高橋悦史、谷隼人
  - エランドール協会賞 - 井関種雄、黒部の太陽製作スタッフ、中村錦之助「祇園祭」の製作
- 1969年
  - 新人賞 - 渥美マリ、沖雅也、尾崎奈々、太地喜和子、高橋紀子、橘ますみ

### 1970年代
- 1970年
  - 新人賞 - 原田大二郎、森田健作、夏純子、岡田裕介、岡本信人、堺正章、佐藤オリエ、武原英子、梅田智子、渡瀬恒彦、八並映子
- 1971年 - ※この年12月実施から翌年1月実施となる。
- 1972年
  - 新人賞 - 池玲子、近藤正臣、榊原るみ、関根恵子、三船史郎、山口果林、吉沢京子
  - 特別賞 - 篠田正浩、「沈黙 SILENCE」の製作者
- 1973年
  - 新人賞 - 宇津宮雅代、杉本美樹、志垣太郎、松坂慶子、村野武範、山本亘、田中真理、藤岡弘、本田みちこ、真木洋子
  - エランドール協会賞 - 石井ふく子、山本武
  - 特別賞 - 山田洋次
- 1974年
  - 新人賞 - 浅田美代子、梢ひとみ、島田陽子、関根世津子、仁科明子、萩原健一、三浦友和、桃井かおり、大門正明、高橋洋子、中島ゆたか
  - エランドール協会賞 - 宮古とく子、大塚和、武田靖
  - 特別賞 - 高橋英樹、高野悦子
- 1975年
  - 新人賞 - 秋吉久美子、草刈正雄、池上季実子、檀ふみ、志穂美悦子、中村雅俊、萩尾みどり
  - エランドール協会賞 - 田中友幸、佐藤正之
- 1976年
  - 新人賞 - 東てる美、岡田奈々、大竹しのぶ、田中健、片平なぎさ、根津甚八、三林京子、勝野洋、早乙女愛、多岐川裕美
  - エランドール協会賞 - 伊藤武郎、柳川武夫
- 1977年
  - 新人賞 - 浅茅陽子、岩城滉一、江藤潤、原田美枝子、真野響子
  - エランドール協会賞 - 椎野英之
  - 特別賞 - 渥美清、菅原文太、「6羽のかもめ」製作スタッフ及び出演者
- 1978年
  - 新人賞 - 新井春美、浅野ゆう子、井上純一、清水健太郎、夏樹陽子、竹下景子、武田鉄矢、永島暎子
  - エランドール協会賞 - 角川春樹
  - 特別賞 - 橋本忍、高倉健、NHKスペシャル「日本の戦後」、TBS特別番組「海は甦える」
- 1979年
  - 新人賞 - 国広富之、永島敏行、藤真利子、森下愛子、友里千賀子
  - 特別賞 - 大川橋蔵、NHK「ドラマ人間模様」

### 1980年代
- 1980年
  - 新人賞 - 熊谷真実、古手川祐子、柴田恭兵、松平健、宮内淳
  - エランドール協会賞 - 大山勝美
  - 特別賞 - 山田太一、岸惠子、東芝日曜劇場1200回放送の放送スタッフ、南正男、山田順次郎
- 1981年
  - 新人賞 - 金田賢一、神崎愛、岸本加世子、滝田栄、樋口可南子
  - エランドール協会賞 - 佐藤一郎、石川甫、和田勉
  - 特別賞 - 仲代達矢、東野英治郎、早坂暁
- 1982年
  - 新人賞 - 鹿賀丈史、真田広之、田中裕子、夏目雅子、古尾谷雅人
  - エランドール協会賞 - 村木良彦、杉山茂樹、岡田晋吉
  - 特別賞 - 倍賞千恵子、倉本聡、「太陽にほえろ!」 (NTV) 番組関係者
- 1983年
  - 新人賞 - 風間杜夫、紺野美沙子、中井貴一、名取裕子、隆大介
  - エランドール協会賞 - 徳間康快、近藤晋
  - 特別賞 - 松本清張、松坂慶子、「中学生日記」(NHK) スタッフ
- 1984年
  - 新人賞 - 佐藤浩市、時任三郎、中井貴恵、原田知世、役所広司
  - エランドール協会賞 - 田中寿一、宮武昭夫
  - 特別賞 - 今村昌平、蔵原惟繕、橋田壽賀子、三浦大四郎
- 1985年
  - 新人賞 - 石原真理子、榎木孝明、和由布子、渡辺徹、藤谷美和子
  - エランドール協会賞 - 島津清、沼野芳脩、山田典吾
  - 特別賞 - 森繁久弥、森光子
  - 特別功労賞 - 坂本静春、南とめ、八木恵一、吉沢博
- 1986年
  - 新人賞 - 菊池桃子、吉川晃司、沢口靖子、柳沢慎吾
  - エランドール協会賞 - 原正人、荒木正也
  - 特別賞 - ビートたけし、市川崑、ニューセンチュリー・プロデューサーズ
- 1987年
  - 新人賞 - 斎藤由貴、陣内孝則、中山美穂、安田成美、渡辺謙
  - エランドール協会賞 - 黒沢満、斉藤暁、多賀英典、堀川敦厚
  - 特別賞 - 三田佳子、角谷優、高橋松男
- 1988年
  - 新人賞 - 国生さゆり、富田靖子、後藤久美子、南野陽子、仲村トオル
  - エランドール協会賞 - 栄田清一郎
  - 特別賞 - 新藤兼人、ジェームス三木
- 1989年
  - 新人賞 - 麻生祐未、緒形直人、髙嶋政宏、三上博史、若村麻由美
  - エランドール協会賞 - 今戸榮一、徳間康快
  - 特別賞 - 吉永小百合、田向正健

### 1990年代
- 1990年
  - 新人賞 - 井森美幸、鈴木保奈美、南果歩、本木雅弘、柳葉敏郎
  - エランドール協会賞 - 足立和、大山勝美、岡本由紀子
  - 特別賞 - 宮崎駿、池田一朗
- 1991年
  - 新人賞 - 工藤夕貴、高嶋政伸、中嶋朋子、野村宏伸、牧瀬里穂
  - エランドール協会賞 - 荒木正也、杉田成道、吉村敏
  - 特別賞 - 荒戸源次郎、石田達郎
- 1992年
  - 新人賞 - 石田ひかり、仙道敦子、和久井映見、永瀬正敏、吉岡秀隆、田中実
  - エランドール協会賞 - 川口幹夫、岡田裕、山田良明、市川久夫
  - 特別賞 - 淀川長治、北野武、「戦争と青春」のスタッフ及び出演者
- 1993年
  - 新人賞 - 加藤雅也、清水美砂、赤井英和、裕木奈江、唐沢寿明
  - エランドール協会賞 - 五社英雄、奥山和由、渡辺亮徳、円谷皐
  - 特別賞 - 橋田壽賀子、伊丹十三、藤山直美、佐野史郎
- 1994年
  - 新人賞 - 桜井幸子、鷲尾いさ子、墨田ユキ、筒井道隆、萩原聖人、村田雄浩
  - プロデューサー賞 - 原正人、村上光一、松木征二
  - 特別賞 - 羽田澄子、「高校教師 」(TBS) スタッフ、中村敦夫、増田久雄、笠智衆
- 1995年
  - 新人賞 - 山口智子、鈴木杏樹、羽田美智子、岸谷五朗、豊川悦司、木村拓哉
  - プロデューサー賞 - 多田亮、伊地智啓
  - 特別賞 - 原一男、小松沢陽一、NHK広島放送局、萩本欽一
- 1996年
  - 新人賞 - 常盤貴子（第一回大賞）、鶴田真由、一色紗英、永澤俊矢、高橋克典、椎名桔平
  - プロデューサー賞（児井賞） - 貴島誠一郎、中山和記、香取雍史
  - 特別賞 - 新藤兼人、乙羽信子、フランキー堺、安達祐実、宮尾登美子、高羽哲夫
- 1997年
  - 新人賞 - 松たか子（第二回大賞）、飯島直子、瀬戸朝香、上川隆也、西村雅彦
  - プロデューサー賞（児井賞） - 亀山千広、小林俊一、小杉喜信
  - 特別賞 - 渥美清、竹中直人、「大地の子」制作スタッフ
- 1998年
  - 新人賞 - 菅野美穂（第三回大賞）、木村佳乃、田中美里、浅野忠信、内野聖陽
  - プロデューサー賞（児井賞） - 浅野加寿子、原正人、塙淳一
  - 特別賞 - 「もののけ姫」製作スタッフ、野村萬斎、渡辺淳一、今村昌平
- 1999年
  - 新人賞 - 松嶋菜々子（第四回大賞）、柏原崇、金子賢、酒井美紀、深田恭子
  - プロデューサー賞（児井・田中賞） - 河井真也、桑原秀郎
  - 特別賞 - 金城武、北野武、東海テレビ帯ドラマ制作スタッフ、「火曜サスペンス劇場 」(NTV) 制作スタッフ、黒澤明、淀川長治、木下恵介

### 2000年代
- 2000年
  - 新人賞 - 中谷美紀（第五回大賞）、池内博之、石井正則、加藤晴彦、中村俊介
  - プロデューサー賞（児井・田中賞） - 坂上順、一井久司、野木小四郎、池ノ上雄一
  - 特別賞 - 角川歴彦、中村玉緒、市川右太衛門
- 2001年
  - 新人賞 - 伊藤英明、窪塚洋介、及川光博、池脇千鶴、加藤あい、矢田亜希子
  - 作品賞 映画部門（児井・田中賞） - 「十五才 学校IV」
  - 作品賞 テレビ部門（児井・田中賞） - 「ビューティフルライフ」
  - プロデューサー賞（児井・田中賞） - 小滝祥平、八木康夫
  - 特別賞 - 徳間康快、カネボウヒューマンスペシャル
- 2002年
  - 新人賞 - 国仲涼子、坂口憲二、竹内結子、妻夫木聡、藤木直人、米倉涼子
  - 作品賞 映画部門（児井・田中賞） - 「千と千尋の神隠し」
  - 作品賞 テレビ部門（児井・田中賞） - 「HERO」
  - プロデューサー賞（児井・田中賞） - 石原隆、菅康弘、鈴木敏夫
  - 特別賞 - 伊藤武郎、えなりかずき、俊藤浩滋、相米慎二、平良とみ、西岡善信
- 2003年
  - 新人賞 - 小澤征悦、菊川怜、柴咲コウ、仲間由紀恵、藤原竜也
  - 作品賞 映画部門（児井・田中賞） - 「たそがれ清兵衛」
  - 作品賞 テレビ部門（児井・田中賞） - 「北の国から2002 遺言」
  - プロデューサー賞（児井・田中賞） - 中川滋弘、深澤宏、山本一郎、中村敏夫、山田良明、杉田成道
  - 特別賞 - 新藤兼人、笹沢左保、深作欣二
- 2004年
  - 新人賞 - 上戸彩、オダギリジョー、小雪、寺島しのぶ、中村獅童、山田孝之
  - 作品賞 映画部門（TV Taro賞） - 「踊る大捜査線 THE MOVIE 2 レインボーブリッジを封鎖せよ!」
  - 作品賞 テレビ部門（TVガイド賞） - 「流転の王妃・最後の皇弟」
  - プロデューサー賞（児井・田中賞） - 亀山千広、五十嵐文郎、中込卓也
  - 特別賞 - 井上由美子、「生誕100年小津安二郎特集」（松竹・NHK）、「土曜ワイド劇場」（テレビ朝日）、西村京太郎、「水戸黄門」（TBS）
- 2005年
  - 新人賞 - 石原さとみ、伊東美咲、長澤まさみ、成宮寛貴、山本耕史
  - 作品賞 映画部門（TV Taro賞） - 「世界の中心で、愛をさけぶ」
  - 作品賞 テレビ部門（TVガイド賞） - 「白い巨塔」
  - プロデューサー賞（児井・田中賞） - 市川南、吉川幸司
  - プロデューサー賞（児井・田中賞） 奨励賞 - 桝井省志、前田伸一郎、土屋健
  - 特別賞 - 黒木和雄、小林正彦、野沢尚
- 2006年
  - 新人賞 - 伊藤淳史、内山理名、沢尻エリカ、速水もこみち、堀北真希
  - 作品賞 映画部門（TV Taro賞） - 「ALWAYS 三丁目の夕日」
  - 作品賞 テレビ部門（TVガイド賞） - 「ごくせん」
  - プロデューサー賞（田中友幸基金賞） - 阿部秀司、加藤正俊
  - プロデューサー賞（田中友幸基金賞）奨励賞 - 濱名一哉、磯山晶
  - 特別賞 - 森光子、喜八プロダクション、「電車男」（東宝/共同テレビ/フジテレビ）、鈴木尚之、野村芳太郎
- 2007年
  - 新人賞 - 蒼井優、綾瀬はるか、上野樹里、劇団ひとり、玉木宏、松山ケンイチ
  - 作品賞 映画部門（TV Taro賞） - 「フラガール」
  - 作品賞 テレビ部門（TVガイド賞） -「 功名が辻」
  - プロデューサー賞（田中友幸基金賞） - 石原仁美、大加章雅
  - プロデューサー賞（田中友幸基金賞）奨励賞 - 重岡由美子、若泉久朗
  - 特別賞 - 久世光彦、実相寺昭雄、「のだめカンタービレ」（フジテレビジョン）
- 2008年
  - 新人賞 - 新垣結衣、小栗旬、貫地谷しほり、檀れい、大森南朋
  - 作品賞 映画部門（TV Taro賞） - 「それでもボクはやってない」
  - 作品賞 テレビ部門（TVガイド賞） - 「ハゲタカ」
  - プロデューサー賞（田中友幸基金賞） - 「それでもボクはやってない」 - 桝井省志、関口大輔、「ハゲタカ」 - 訓覇圭
  - プロデューサー賞奨励賞（田中友幸基金賞） - 「西遊記」 - 鈴木吉弘、「華麗なる一族」、「花より男子2」瀬戸口克陽
  - 特別賞 - 植木等、「新春ワイド時代劇」（テレビ東京）、「恋空」（「恋空」製作委員会）、「華麗なる一族」（TBS）
- 2009年
  - 新人賞 - 瑛太、黒木メイサ、戸田恵梨香、松田翔太、三浦春馬、宮﨑あおい
  - 作品賞 [映画部門]（TV Taro賞） - 「おくりびと」
  - 作品賞 [TV部門]（TV ガイド賞） - 「篤姫」
  - プロデューサー賞（田中友幸基金賞） - 中澤敏明、佐野元彦
  - プロデューサー賞（田中友幸基金賞）奨励賞 - 若杉正明、香月純一、松本基弘
  - 特別賞 - 市川崑、緒形拳、「平成仮面ライダー」(テレビ朝日・東映)、「渡る世間は鬼ばかり」(TBS)

### 2010年代
- 2010年
  - 新人賞 - 榮倉奈々、岡田将生、志田未来、多部未華子、松田龍平、水嶋ヒロ
  - 作品賞 [映画部門]（TV Taro賞） - 「沈まぬ太陽」
  - 作品賞 [TV部門]（TV ガイド賞） - 「天地人」
  - プロデューサー賞（田中友幸基金賞） - 小林俊一、土川勉、内藤愼介
  - プロデューサー賞（田中友幸基金賞）奨励賞 - 石丸彰彦、次屋尚、村瀬健
  - 特別賞 - 木村大作、森繁久彌、「釣りバカ日誌」(松竹)、「刑事一代 平塚八兵衛の昭和事件史」(テレビ朝日)
- 2011年
  - 新人賞 - 吉瀬美智子、桐谷健太、佐藤健、松下奈緒、満島ひかり、向井理
  - 作品賞 [映画部門]（TV Taro賞） - 「告白」
  - 作品賞 [TV部門]（TV ガイド賞） - 「龍馬伝」
  - プロデューサー賞（田中友幸基金賞） - 石田雄治、鈴木ゆたか、鈴木圭
  - プロデューサー賞（田中友幸基金賞）奨励賞 - 川村元気、橋本芙美
  - 特別賞 - 寺島しのぶ、「ゲゲゲの女房」（NHK）
- 2012年
  - 新人賞 - 高良健吾、井上真央、杏、長谷川博己、吉高由里子
  - プロデューサー賞（田中友幸基金賞） - 有重陽一、大平太
  - プロデューサー賞（田中友幸基金賞）奨励賞 - 椎井友紀子、小松昌代
  - 特別賞 - 「相棒制作チーム」、「3年B組金八先生制作チーム」、「大河ドラマ50」
- 2013年
  - 新人賞 - 染谷将太、尾野真千子、松坂桃李、武井咲、森山未來、真木よう子
  - プロデューサー賞（田中友幸基金賞） - 久保田修、岩谷可奈子
  - プロデューサー賞（田中友幸基金賞）奨励賞 - 稲葉直人、内山聖子
  - プロデューサー協会特別賞 - 故小林俊一
  - 特別賞 - 「土曜ワイド劇場35周年」
- 2014年
  - 新人賞 - 綾野剛、木村文乃、東出昌大、能年玲奈、福士蒼汰、橋本愛
  - プロデューサー賞（田中友幸基金賞） - 松崎薫、伊與田英徳
  - プロデューサー賞（田中友幸基金賞）奨励賞 - 孫家邦、菊地美世志、成河広明
  - 特別賞 - 『あまちゃん』制作チーム
- 2015年
  - 新人賞 - 池松壮亮、北川景子、斎藤工、黒木華、鈴木亮平、二階堂ふみ
  - プロデューサー賞（田中友幸基金賞） - 上田太地、筒井竜平、守屋圭一郎、加賀田透
  - プロデューサー賞（田中友幸基金賞）奨励賞 - 矢島孝、秋田周平、山鹿達也、井上竜太

- 2016年
  - 新人賞 - 柄本佑、有村架純、菅田将暉、土屋太鳳、玉山鉄二、吉田羊
  - プロデューサー賞（田中友幸基金賞） - 那須田淳、櫻井賢
  - プロデューサー賞（田中友幸基金賞）奨励賞 - 佐藤現、浅野太、齋藤寛之

- 2017年
  - 新人賞 - 坂口健太郎、高畑充希、ディーン・フジオカ、波瑠、星野源、広瀬すず
  - プロデューサー賞（田中友幸基金賞） - 山内章弘、屋敷陽太郎、吉川邦夫
  - プロデューサー賞（田中友幸基金賞）奨励賞 - 川口典孝、小田玲奈
  - 特別賞 - 「逃げるは恥だが役に立つ」制作チーム（（株）TBSテレビ）

- 2018年
  - 新人賞 - 高橋一生、門脇麦、竹内涼真、杉咲花、ムロツヨシ、吉岡里帆
  - プロデューサー賞（田中友幸基金賞） - 松崎薫、土井裕泰、佐野亜裕美
  - プロデューサー賞（田中友幸基金賞）奨励賞 - 北島直明、小出真佐樹、菓子浩、枝見洋子
  - 特別賞 -  「精霊の守り人」制作チーム、「やすらぎの郷」制作チーム

- 2019年
  - 新人賞 - 志尊淳、葵わかな、田中圭、永野芽郁、中村倫也、松岡茉優
  - プロデューサー賞（田中友幸基金賞） - 増本淳、勝田夏子
  - プロデューサー賞（田中友幸基金賞）奨励賞 - 上田慎一郎、市橋浩治、三輪祐見子、貴島彩理、神馬由季、松野千鶴子
  - 特別賞 -  「万引き家族」制作チーム

### 2020年代
- 2020年
  - 新人賞（TVガイド賞） - 神木隆之介、安藤サクラ、横浜流星、清原果耶、吉沢亮、橋本環奈
  - プロデューサー賞（田中友幸基金賞） - 若松央樹、古郡真也、清水拓哉、家富未央、大越大士
  - プロデューサー賞（田中友幸基金賞）奨励賞 - 石黒裕亮、中井芳彦
  - 特別賞 - 映画「新聞記者」製作チーム
- 2021年
  - 新型コロナウイルス流行の影響により授賞式は中止[1]。
  - 新人賞（TVガイド賞） - 賀来賢人、伊藤沙莉、北村匠海、上白石萌音、窪田正孝、浜辺美波、成田凌、森七菜
  - プロデューサー賞（田中友幸基金賞） - 那須田淳、渡辺信也、進藤淳一、土屋勝裕
  - プロデューサー賞（田中友幸基金賞）奨励賞 - 岡本英之、高田聡、山本晃久、土橋圭介、新井順子
  - 特別賞 - 日曜劇場「半沢直樹」制作チーム、劇場版「鬼滅の刃」無限列車編 製作委員会、映画「今日から俺は!!劇場版」
  - 特別顕彰 - 岡田裕介
- 2022年
  - 新人賞（TVガイド賞） - 仲野太賀、江口のりこ、柳楽優弥、川口春奈、山田裕貴、広瀬アリス
  - プロデューサー賞（田中友幸基金賞） - 孫家邦、菊地美世志、菓子浩、福岡利武
  - プロデューサー賞（田中友幸基金賞）奨励賞 - 岡田翔太、藤森真実
  - 特別賞 - 映画「ドライブ・マイ・カー」製作委員会
- 2023年
  - 新人賞（TVガイド賞） - 中川大志、芦田愛菜、松下洸平、岸井ゆきの、間宮祥太朗、奈緒
  - プロデューサー賞（田中友幸基金賞） - 田渕みのり、秋田周平、堀之内礼二郎、福岡利武
  - プロデューサー賞（田中友幸基金賞）奨励賞 - 草ケ谷大輔
  - 特別賞 - 映画「ONE PIECE FILM RED」製作委員会、大河ドラマ「鎌倉殿の13人」制作チーム、木曜劇場「silent」制作チーム
- 2024年
  - 新人賞（TVガイド賞） - 磯村勇斗、今田美桜、眞栄田郷敦、小芝風花、目黒蓮、堀田真由
  - アクターズセミナー優秀賞 - 駒木根葵汰、大島璃乃、三浦健人
  - プロデューサー賞（田中友幸基金賞） - 飯田和孝、川村元気、山田兼司
  - プロデューサー賞（田中友幸基金賞）奨励賞 - 小林三四郎、井上淳一、片嶋一貴、藤並英樹、舩田遼介
  - 特別賞 - 映画「ゴジラ-1.0」プロデュースチーム、劇場版アニメ「THE FIRST SLAM DUNK」製作委員会、劇場版アニメ「名探偵コナン 黒鉄の魚影」製作委員会、日曜ドラマ「ブラッシュアップライフ」制作チーム
- 2025年
  - 新人賞（TVガイド賞） - 高橋文哉、河合優実、水上恒司、趣里、若葉竜也、松本若菜
  - アクターズセミナー優秀賞 - 庄司浩平、佐々木史帆、橘優輝、竹田有美香
  - プロデューサー賞（田中友幸基金賞） - 新井順子、尾崎裕和
  - プロデューサー賞（田中友幸基金賞）奨励賞 - 水木雄太、磯山晶、天宮沙恵子
  - 特別賞 - 映画「侍タイムスリッパー」制作チーム